# Miguel Company
Miguel Alejandro Company Chumpitazi (Lima, 12 gennaio 1945) è un allenatore di calcio ed ex calciatore peruviano.

## Carriera

### Club
Giocò dal 1965 al 1973 in squadre come Juan Aurich e José Gálvez, non riscuotendo un grande successo come calciatore e ritirandosi prima dei trent'anni d'età.

### Allenatore
(Miguel Company)
Nel 1985 allenò la sua prima squadra, il Tarma, per poi passare prima alla Juventud La Joya e successivamente al Colegio Nacional de Iquitos: nel 1987 allenò per la prima volta una squadra titolata peruviana, lo Sporting Cristal, lasciando il club un anno e mezzo dopo. Passato all'Alianza Lima, non riuscì a mantenere costanti le prestazioni della squadra e pertanto passò allo Sport Boys nel 1990 dopo le dimissioni di Miguel Ángel Arrué.
In occasione della Copa América 1991 fu chiamato per la prima volta ad allenare la Nazionale di calcio peruviana, e si rese protagonista di episodi particolari: prima aggredì il giornalista di La República Jorge Egoávil, e successivamente litigò con l'attaccante Andrés Aurelio González, che venne escluso dalla squadra perché aveva chiesto al CT di non giocare contro il Paraguay a causa di un'indisposizione. Nel 1995, invece, dopo aver allenato in Colombia e Messico, venne assunto per la seconda volta dalla Federazione calcistica del Perù in vista di Uruguay 1995: il tecnico imputò gli scarsi risultati della squadra ad un'epidemia di salmonellosi. Nel 1999 vinse il titolo con l'Universitario de Deportes, mentre dal 2000 al 2004 fu alla guida della Nazionale di calcio di Cuba. Nell'aprile 2010 è tornato ad allenare, venendo assunto dallo Sport Boys.

## Palmarès

### Allenatore

#### Competizioni nazionali
- Campionato peruviano: 1

Universitario: Apertura 1999